# 병풍로
병풍로(Byeongpung-ro)는 전라남도 담양군 대전면 신남삼거리에서 장성군 북하면 월성삼거리 을 잇는 도로이다.

## 연혁
- 2009년 7월 3일 : 2개 이상 시·군에 걸쳐 있는 광역도로로 병풍로를 고시[1]

## 주요 경유지
전라남도
- 담양군 (대전면) - 장성군 (북하면)

## 노선
| 이름          | 접속 노선               | 소재지 | 소재지 | 비고                 |
| ------------- | ----------------------- | ------ | ------ | -------------------- |
| 신남삼거리    | 대전로                  | 담양군 | 대전면 |                      |
| 월본사거리    | 국도 제13호선 (추성로)  | 담양군 | 대전면 | 국도 제24호선과 중복 |
| 원촌사거리    | 국도 제24호선 (추성1로) | 담양군 | 대전면 | 국도 제24호선과 중복 |
| 월성삼거리    | 단풍로                  | 장성군 | 북하면 |                      |
| 단풍로와 직결 |                         |        |        |                      |